# Nhóm ngôn ngữ Semit Tây Bắc
Nhóm ngôn ngữ Semit Tây Bắc là một bộ phận của các ngôn ngữ Semit bao gồm các ngôn ngữ bản địa Levant. Nó xuất phát từ ngôn ngữ Semit nguyên thủy trong thời kỳ đồ đồng sớm. Các ngôn ngữ thuộc nhóm này được sử dụng bởi khoảng 8 triệu người hiện nay.

## Phân loại
Nhóm này thường được chia thành ba nhóm con:
Amorite
Canaan bao gồm tiếng Phoenicia và tiếng Hebrew
Aram bao gồm tiếng Syriac, tiếng Assyria

## Lịch sử phát triển

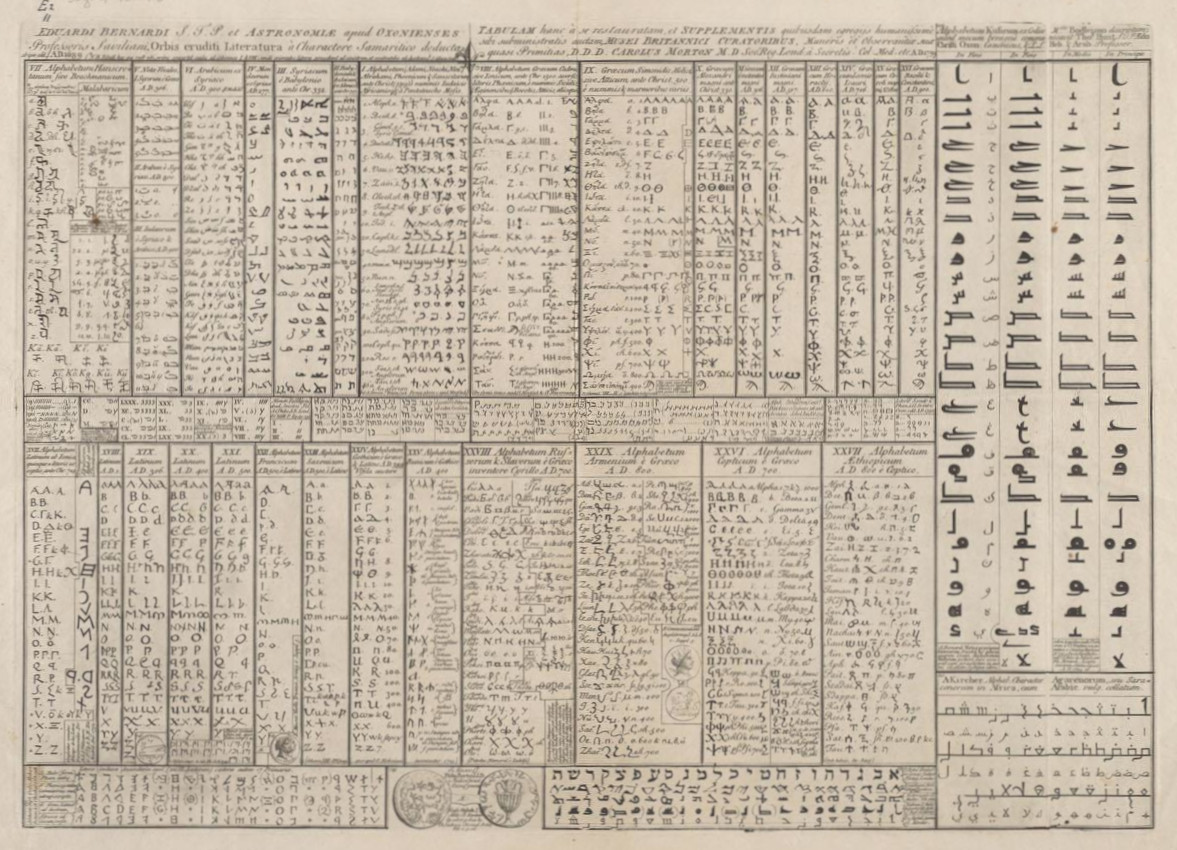
"Orbis eruditi" của Edward Bernard, so sánh tất cả các bảng chữ cái được biết đến từ năm 1689, bao gồm cả Semit Tây Bắc được mô tả là "Adami, Noachi, Nini, Abrahami, Phoenicum et Samaritarum ante Christe (5509) a nummis Iudaicisisisisisis

Khoảng thời gian phân tách Semit Tây Bắc từ ngôn ngữ Semit nguyên thủy hoặc từ các nhóm Semit khác là không chắc chắn. Minh chứng đầu tiên của một ngôn ngữ Semit Tây Bắc là của tiếng Ugarit vào thế kỷ 14 trước Công nguyên.
Trong giai đoạn đầu thiên niên kỷ thứ 1, tiếng Phoenicia được truyền bá khắp Địa Trung Hải bởi những người thực dân Phoenicia, đáng chú ý nhất là Carthage ở Tunisia ngày nay. Bảng chữ cái Phoenicia có tầm quan trọng cơ bản trong lịch sử loài người là nguồn gốc tổ tiên của bảng chữ cái Hy Lạp, bảng chữ cái Latinh sau này, Aram (bảng chữ cái Hebrew), bảng chữ cái Syriac, hệ thống chữ viết Ả Rập, chữ rune và cuối cùng là bảng chữ cái Kirin.
Vào thế kỷ thứ 6 trước Công nguyên, việc sử dụng tiếng Aram lan rộng khắp vùng Semit Tây Bắc (xem tiếng Aram Đế quốc), phần lớn khiến các ngôn ngữ Semit Tây Bắc khác bị mai một. Người Do Thái cổ đại đã "nhận nuôi"  tiếng Aram để sử dụng hàng ngày và để viết Tanakh. Tuy nhiên, tiếng Hebrew được bảo tồn như một ngôn ngữ cho nghiên cứu và ngôn ngữ phụng vụ của người Do Thái và được phục hưng vào thế kỷ 19, với sự điều hợp hiện đại, để trở thành tiếng Hebrew hiện đại của Nhà nước Israel.
Sau các cuộc chinh phạt của người Hồi giáo vào thế kỷ thứ 7, tiếng Ả Rập bắt đầu dần thay thế tiếng Aram trên toàn khu vực. Tiếng Aram tồn tại đến ngày nay với tư cách là ngôn ngữ phụng vụ của Giáo hội Kitô giáo Syriac, và được nói theo phương ngữ hiện đại bởi nhóm cư dân nhỏ và có nguy cơ biến mất sống rải rác khắp Trung Đông. Ngoài ra còn có một lớp nền Aram trong tiếng Ả Rập Levant.